# Pilkington
Pilkington es una empresa de fabricación de vidrio de propiedad japonesa con sede en Lathom, Lancashire, Reino Unido. En el Reino Unido incluye varias entidades legales y es una subsidiaria de la empresa japonesa NSG Group.
Antes de su adquisición por NSG en 2006, era una empresa independiente que cotizaba en la Bolsa de Valores de Londres y durante un tiempo fue parte del Índice FTSE 100.

## Historia

El vapor sale de "The Hotties" en el centro de la ciudad de St Helens en la década de 1970. El agua calentada por la fábrica de Pilkingtons se bombea al canal y es lo suficientemente cálida para mantener a los peces tropicales, lo que lo convierte en un lugar de pesca popular

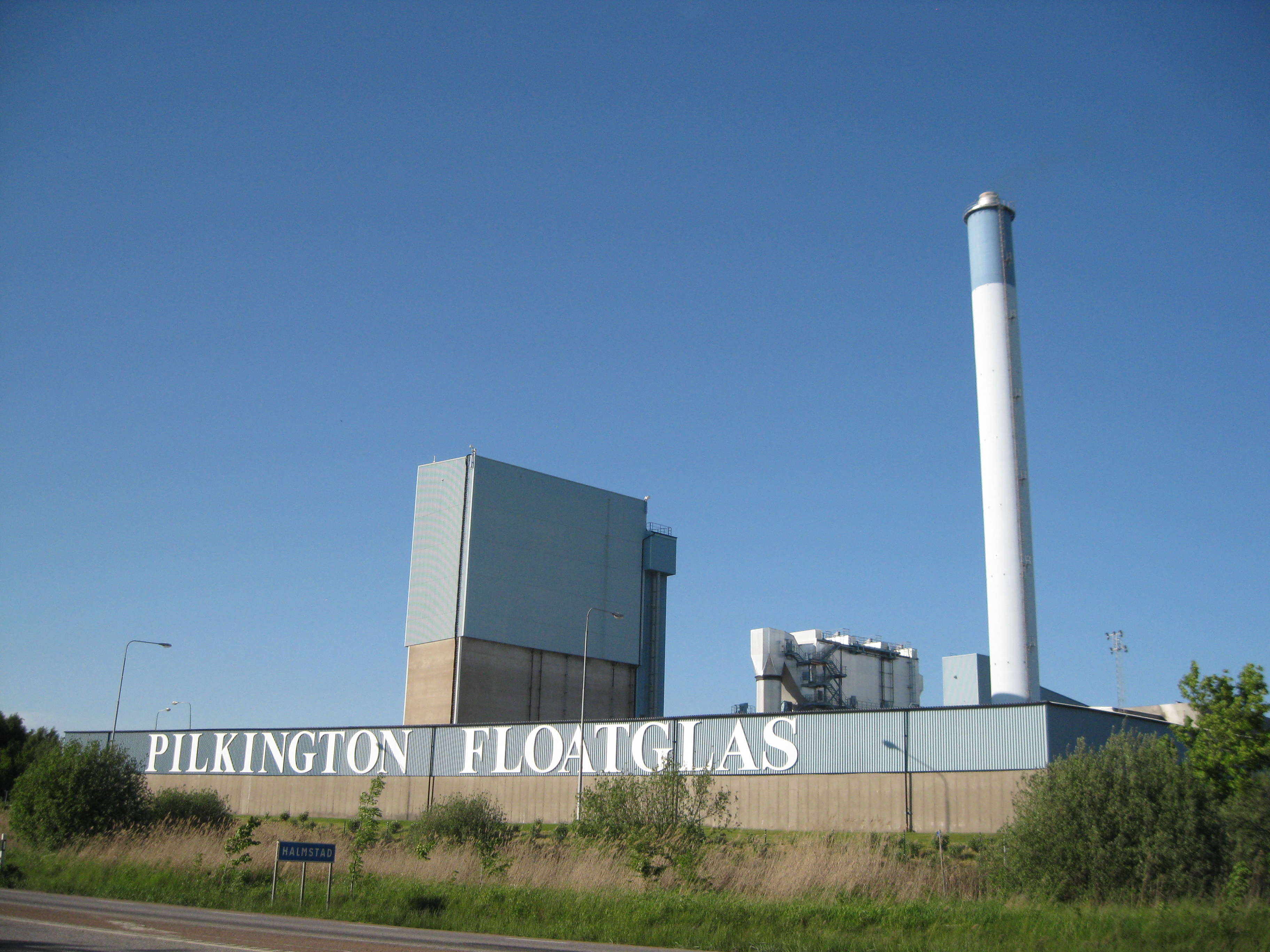
Antigua fábrica de Pilkington Floatglass en Halmstad, Suecia. Cerrado desde 2012

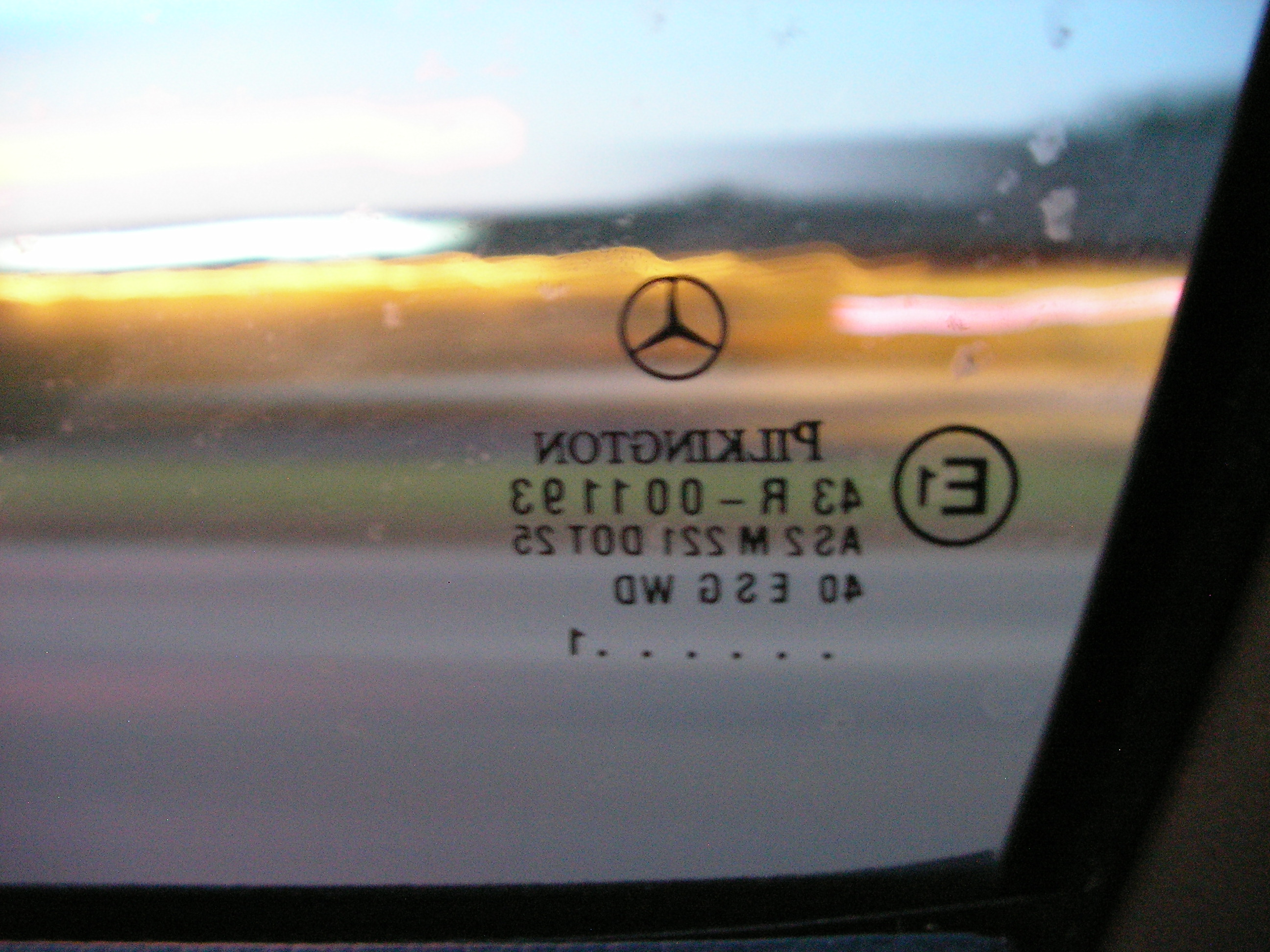
Pilkington glass en un Mercedes-Benz

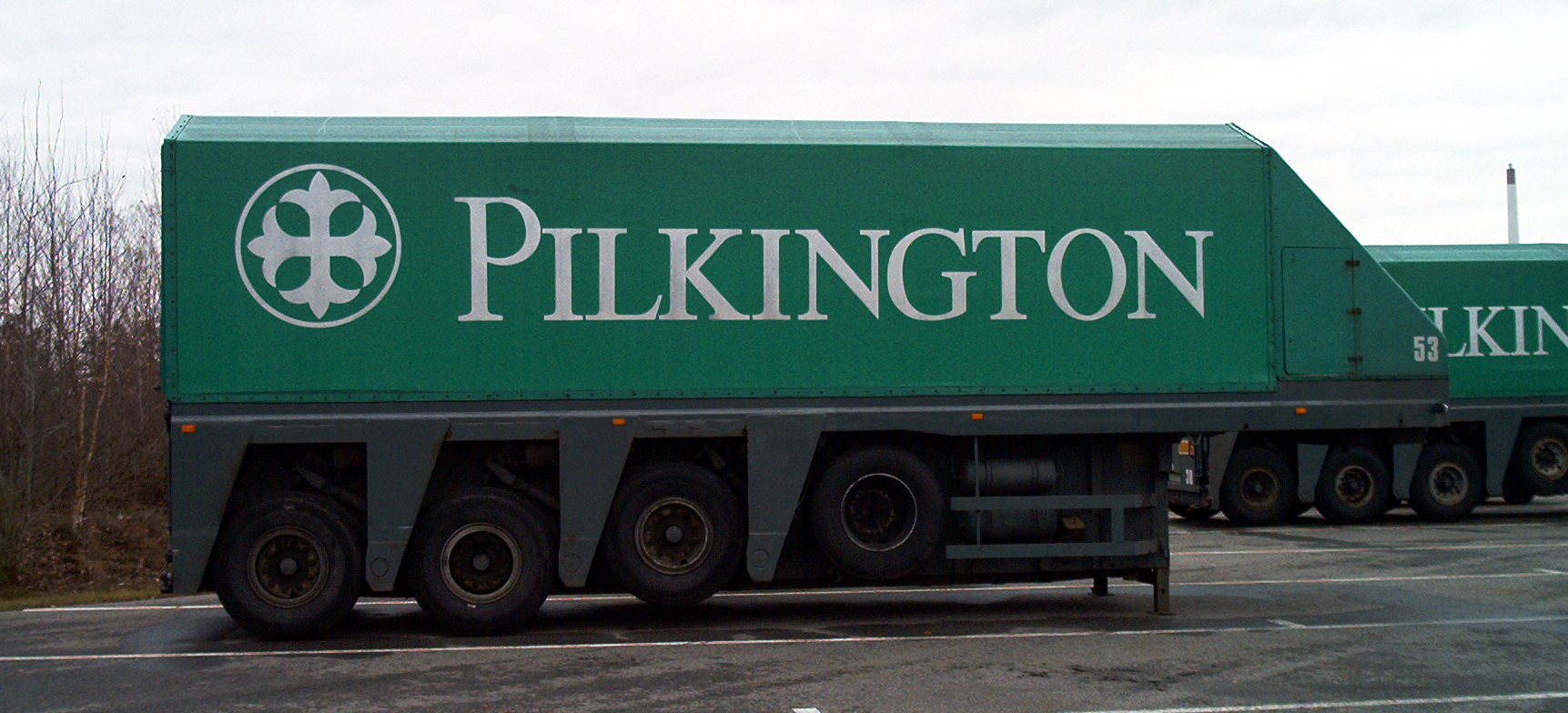
Un tráiler con los colores corporativos de Pilkington

La empresa se fundó en 1826 como una sociedad entre miembros de las familias Pilkington y Greenall, con sede en St Helens, Lancashire. En sus inicios utilizó el nombre comercial de St Helens Crown Glass Company. Tras la salida de la sociedad del último Greenall en 1845, pasó a ser conocida como "Pilkington Brothers". En 1894, la empresa se incorporó en virtud de la Ley de Sociedades de 1862 como "Pilkington Brothers Limited".
Pilkington comenzó a cotizar como empresa pública en la Bolsa de Valores de Londres en 1970. Fue durante muchos años el mayor empleador del noroeste industrial de la ciudad. El distintivo edificio de cristal azul de la oficina central en Alexandra Business Park, junto a Prescot Road, utilizado como sede mundial de la empresa y terminado en 1964, todavía domina el horizonte de la ciudad.
Entre 1953 y 1957, Alastair Pilkington y Kenneth Bickerstaff inventaron el proceso de vidrio flotado, un método revolucionario de fabricación de vidrio plano de alta calidad por flotación de vidrio fundido sobre un baño de estaño, evitando la costosa necesidad de alisar y pulir el vidrio plano para dejarlo totalmente transparente. Pilkington permitió que el proceso Float fuera utilizado bajo licencia por numerosos fabricantes de todo el mundo.
Pilkington, con su subsidiaria Triplex Safety Glass, en la que gradualmente adquirió una participación mayoritaria, también se convirtió en un importante proveedor mundial de vidrio de seguridad templado y laminado para las industrias automotriz, aeroespacial y de la construcción.
Durante las décadas de 1960 y 1970, la firma utilizó el flujo de ingresos procedentes de la patente del proceso Float para invertir en plantas de vidrio flotado en varios países, incluidos Argentina, Australia, Canadá y Suecia, y también para adquirir importantes productores y plantas de vidrio plano y de seguridad existentes en los Estados Unidos (Libbey Owens Ford), Alemania y Francia.
Un informe de la Comisión de Monopolios en 1967 concluyó que las operaciones de Pilkington y Triplex eran eficientes y emprendedoras, y a pesar de su alta participación en el comercio de vidrio del Reino Unido, la compañía operaba de una manera adecuada a los mejores intereses de los consumidores.
Una huelga de base en 1970, provocada por un error en los paquetes salariales, sacó a la calle a 8000 trabajadores durante casi dos meses. Los líderes de los sindicatos generales no brindaron ningún apoyo a la huelga, dado que estaban demasiado vinculados a los círculos de administración y gobierno, con el resultado de que los líderes de la huelga fueron incluidos en una lista negra. Entre tanto, el gobierno británico promulgó una legislación antisindical. Estos hechos fueron recreados en la película de Ken Loach The Rank and File, aunque la BBC insistió en un cambio en el nombre y ubicación de la empresa, por lo que la película está ambientada en una empresa ficticia llamada Wilkinson en las West Midlands.
A finales de 1985, Pilkington fue objeto de una oferta de adquisición hostil por parte de BTR Industries, un potente conglomerado industrial con sede en Gran Bretaña. Los esfuerzos de Pilkington para rechazar la oferta contaron con el apoyo de sus empleados, la ciudad y algunos ministros del gobierno. Su exitoso trabajo conjunto se saldó con la retirada de la oferta de BTR a principios de 1986.

### Litigio
Pilkington protegió agresivamente sus patentes y secretos comerciales a través de una red de acuerdos de licencia con fabricantes de vidrio de todo el mundo. La técnica moderna de "flotación" (verter el vidrio fundido sobre una capa de estaño fundido muy puro) se generalizó comercialmente cuando David Loukes y Robin Merryweather desarrollaron una versión práctica, patentada a finales de la década de 1950 y principios de la de 1960. Como Pilkington plc poseía todas menos una de las plantas de fabricación en todo el mundo que empleaban el proceso de flotación, el grupo en la práctica se convirtió en un monopolio.
Aunque las patentes habían expirado a principios de la década de 1980, Pilkington había autorizado su uso y exigía que los licenciatarios mantuvieran en secreto los detalles del proceso del vidrio flotado. Guardian Industries había intentado desafiar el dominio de Pilkington, pero había llegado a un acuerdo secreto para evitar que nuevas empresas entraran en el mercado, con Guardian tomando la iniciativa para permitir que Pilkington, una empresa británica, redujera su exposición a la ley antimonopolio de Estados Unidos.
En mayo de 1994, el Departamento de Justicia de los Estados Unidos presentó una demanda alegando que Pilkington había creado un cartel al ejercer control sobre los mercados en los que sus licenciatarios podían vender vidrio flotado y construir las correspondientes plantas de fabricación, y sobre los clientes dentro de cada mercado al que cada licenciatario podría servir. Se afirmó que esto era una violación de la Ley Sherman Antitrust, porque las patentes de Pilkington habían expirado y cualquier acuerdo secreto que pudiera haberse mantenido sobre el proceso utilizado por los licenciatarios se debería haber hecho público desde mucho tiempo atrás. El mismo día, el gobierno y Pilkington presentaron una propuesta de acuerdo, según la cual se establecían medidas cautelares para que Pilkington no impusiera estas restricciones a sus licenciatarios estadounidenses, o contra grupos estadounidenses no licenciatarios, o contra licenciatarios no estadounidenses que deseasen exportar tecnología o productos de vidrio a los Estados Unidos. El acuerdo entró en vigor el 22 de diciembre de 1994 y expiró diez años después.

### Pilkington Optronics
En 1988, Pilkington formó una nueva subsidiaria, Pilkington Optronics, con el fin de agrupar los negocios de optoelectrónica de la compañía: Pilkington PE ubicada en el norte de Gales (fundada en 1966) y Barr and Stroud (adquirida en 1977) que tenía su sede en Glasgow. Pilkington PE más adelante se convirtió en Thales Optics Ltd., que se vendió a Thales en diciembre de 2005 como Qioptiq Ltd.
Thomson-CSF adquirió el 50% de Pilkington Optronics en 1991. En 1995, Pilkington Optronics adquirió Thorn EMI Electro Optics, que pasó a llamarse Pilkington Thorn Optronics. Tres años después, Thomson-CSF compró otro 40% de Pilkington Optronics de Pilkington y el resto en 2000 para convertirla en una subsidiaria de propiedad total. En 2000, Thomson-CSF pasó a llamarse Thales y Pilkington Optronics Ltd. se convirtió en Thales Optronics Ltd. Poco después, Thomson-CSF adquirió W Vinten Ltd, un fabricante británico de equipos de reconocimiento, incluyendo Joint Reconnaissance Pod, que ahora opera como Thales Optronics (Bury St Edmunds) Ltd.
En noviembre de 2006, Thales Optronics Limited anunció el cierre de su planta de fabricación en Taunton, Somerset, con la pérdida de 180 puestos de trabajo. En junio de 2007, Thales vendió el negocio de espejos y estructuras de berilio de Thales Optronics Limited a GSI Group Inc. por un monto no revelado.

### Adquisición por parte de NSG
A finales de 2005, la empresa recibió una oferta pública de adquisición de una empresa japonesa más grande, NSG. La oferta inicial y la primera oferta revisada no fueron aceptadas, pero el 16 de febrero de 2006 NSG aumentó su oferta por el 80% que aún no poseía a 165 peniques por acción (£ 1.8 mil millones o $ 3.14 mil millones en total) y esto fue aceptado por los principales accionistas institucionales de Pilkington, lo que permitió a NSG adquirir obligatoriamente las participaciones más pequeñas de otros accionistas, aunque muchos de ellos eran empleados y jubilados de la empresa, que no habían querido apoyar la adquisición. La empresa combinada competiría por el liderazgo mundial en la industria del vidrio con el fabricante de vidrio japonés líder Asahi Glass, que tenía alrededor de una cuarta parte del mercado mundial en el momento del acuerdo. Pilkington tenía el 19% y NSG alrededor de la mitad que la compañía británica.
La adquisición se completó en junio de 2006, después de que la Comisión Europea declarara que no se opondría a la operación.

### Presidentes
Una lista incompleta:
- 1914-1921: Arthur Richard Pilkington (1871-1921)
- 1921-1931: Richard Austin Pilkington (1871-1951)
- 1932-1949: Geoffrey Langton Pilkington (1885-1972)
- 1949–1973: Baron Pilkington (1905–1983)
- 1973-1980: Sir Alastair Pilkington (1920-1995)
- 1980-1995: Sir Antony Pilkington (1935-2000)
- 1995-2006: Sir Nigel Rudd (nacido en 1946)

## Operaciones
Pilkington ha desarrollado un producto de vidrio flotado revestido self-cleaning, llamado Pilkington Activ. Este vidrio autolimpiante tiene un revestimiento que utiliza un método de fotocatálisis para descomponer la suciedad orgánica con la luz solar. Luego, la lluvia se lleva la suciedad durante un proceso hidrófilo.